# Rade (Jessen)

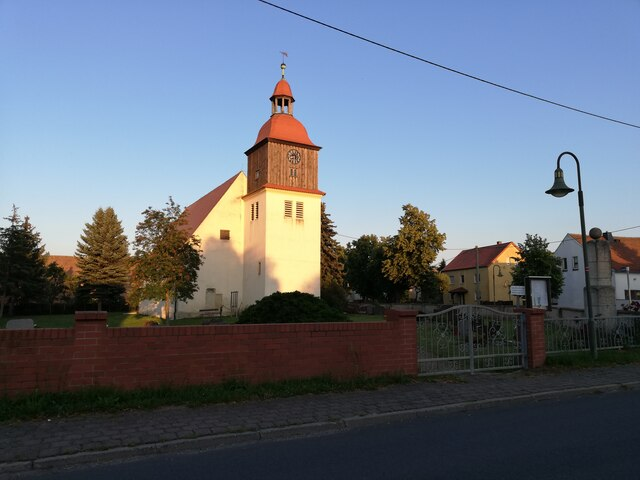
Kirche in Rade im Juli 2020 mit dreiseitigem Ostschluss und außermittig angesetztem Westturm

Rade ist ein Ortsteil der Stadt Jessen (Elster) im Landkreis Wittenberg des Landes Sachsen-Anhalt.

## Lage und Erreichbarkeit
Rade liegt ca. 7 km südwestlich der Stadt Jessen und ist über die L114 und die L116 mit ihr verbunden.

## Geschichte
Als Siedlung wurde Rade erstmals 1346 vom Adelsgeschlecht der Wettiner in Urkunden erwähnt.

## Namensherkunft
Die Ortsbezeichnung Rade entstammt dem Vorgang des Rodens, bei dem ein Gelände bzw. eine Feldmark von Gehölz und Gestrüpp zunächst befreit wird, um eine Fläche Siedlungsbautauglich zu machen.